# 雷诺-太浩国际机场

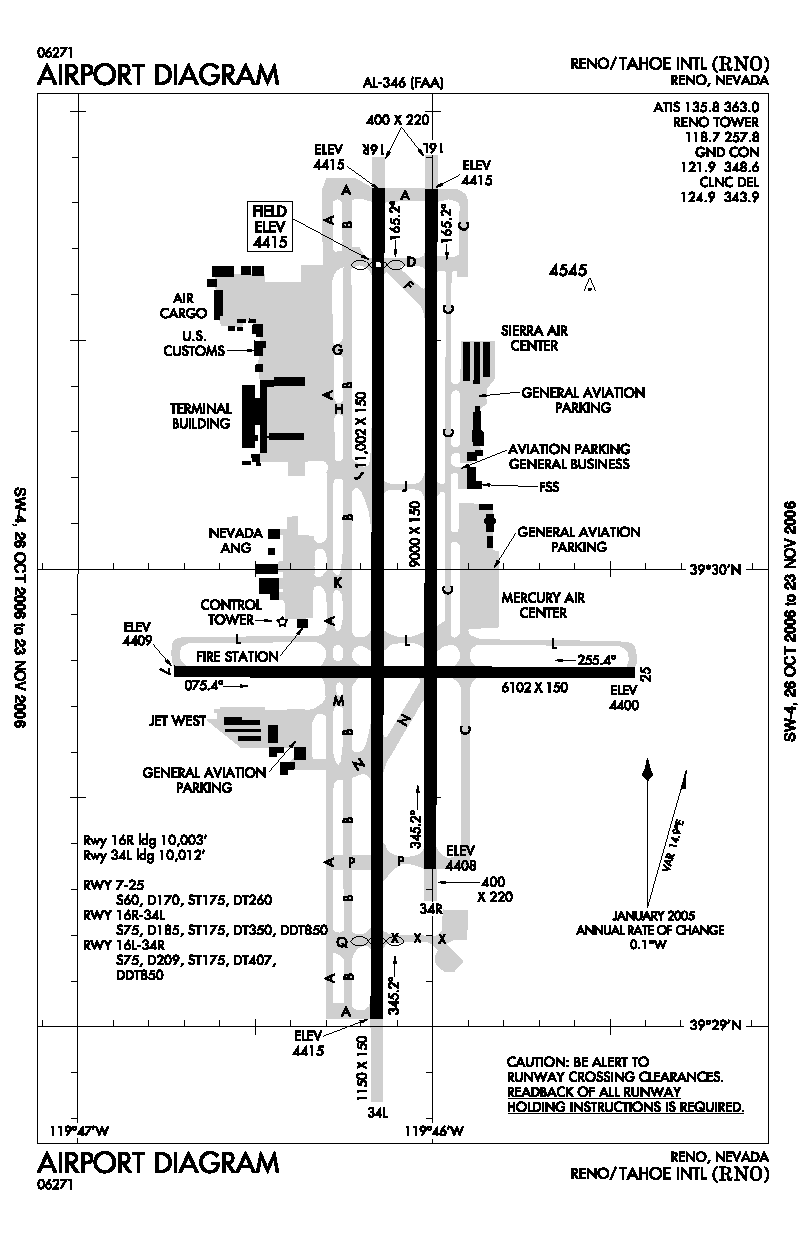
美国联邦航空局（FAA）的机场平面图

雷诺-太浩国际机场（英語：Reno-Tahoe International Airport），是一座位于美国内华达州瓦肖县雷諾东南3海里(6公里)的公共及军用国际机场，其名称来自于邻近的雷诺市和太浩湖。机场坐落于山间谷地中，西东南三侧均有山峰环绕。 它是该州第二大商用机场，仅次于拉斯维加斯的麦卡伦国际机场。

## 设施
机场有两个登机大厅，共有23个廊桥登机门。

### B大厅
B大厅共有11个登机门(B1-B11)。截至2015年3月28日，航空公司运营情况如下：
- 达美航空 - B8和B10
- 捷蓝航空 - B6
- 西南航空 - B1,B3,B5,B7,B9,和 B11

### C航站楼
C大厅共有12个登机门(C1-C12)。截至2014年10月9日，航空公司运营情况如下：
- 阿拉斯加航空 - C4和C6
- 忠实航空 - C11
- 美国航空 - C8，C10和C12
- 联合航空 - C1，C3和C5
- 全美航空 - C7和C9

这些航空公司每天大约有140架次班机起降，提供前往15个城市的不停站航线及前往大约31个城市的不转机停站航线。

## 航空公司及目的地

### 客运
| 航空公司                        | 目的地                                                           | 登机大厅   |
| ------------------------------- | ---------------------------------------------------------------- | ---------- |
| 阿拉斯加航空 由 地平线航空 运营 | 波特兰, 圣荷西, 西雅图/塔科马                                    | C          |
| 忠实航空                        | 拉斯维加斯                                                       | C          |
| 美国航空                        | 芝加哥-奥黑尔, 达拉斯/沃思堡                                     | C          |
| 美鹰航空                        | 旧金山                                                           | C          |
| 达美航空                        | 盐湖城 季节性: 明尼阿波利斯/圣保罗                               | B          |
| 达美连接航空                    | 季节性: 盐湖城                                                   | B          |
| 捷蓝航空                        | 纽约-肯尼迪                                                      | B          |
| 西南航空                        | 丹佛, 拉斯维加斯, 洛杉矶, 菲尼克斯, 圣地亚哥 季节性: 芝加哥-中途 | B          |
| 联合航空                        | 丹佛 季节性: 休斯敦-洲际, 旧金山 (2015年7月2日恢复)              | C          |
| 联航快运                        | 丹佛, 洛杉矶, 旧金山 季节性: 休斯敦-洲际                         | C          |
| 全美航空 由 美国航空 运营       | 菲尼克斯                                                         | C          |
| 全美航空快运                    | 菲尼克斯                                                         | C          |
| 沃拉里斯航空                    | 瓜达拉哈拉                                                       | 国际航站楼 |